# Roundel Dome
Roundel Dome är en bergstopp i Antarktis. Den ligger i Västantarktis. Argentina, Chile och Storbritannien gör anspråk på området. Toppen på Roundel Dome är 1 770 meter över havet, eller 284 meter över den omgivande terrängen. Bredden vid basen är 4,0 km.
Terrängen runt Roundel Dome är varierad. Trakten är obefolkad. Det finns inga samhällen i närheten.